# وومنز دی
 وومنز دی مجله‌ای است چاپ آمریکا که به صورت ماهانه منتشر می‌گردد. این مجله مربوط به زنان و اقتصاد خانواده‌است. نخستین شماره وومن دیز ۷ اکتبر ۱۹۳۷ بود.